# Stefan Kehrein
Stefan K. Kehrein (* 1967) ist ein deutscher theoretischer Physiker. Seit 2011 ist er Professor an der Georg-August-Universität Göttingen.

## Leben
Kehrein hat Physik an den Universitäten Kaiserslautern und Heidelberg sowie am Imperial College London studiert und wurde 1994 an der Universität Heidelberg promoviert. Im Anschluss war er als Postdoktorand an der Universität Augsburg und in den USA an der Rutgers University und der Harvard University tätig. Im Jahr 2001 habilitierte er an der Universität Augsburg und wurde 2005 auf eine Professur für Theoretische Physik an der Ludwig-Maximilians-Universität berufen. 2011 nahm er einen Ruf an die Universität Göttingen an.

## Forschung
Die Forschung von Stefan Kehrein konzentriert sich auf die theoretische Festkörperphysik, insbesondere auf das Verhalten von Quanten-Vielteilchensystemen im Nichtgleichgewicht.